# هلوک
هلوک (به چکی: Hluk) یک منطقهٔ مسکونی و شهرستان دارای شهرک سابقاً روستا در جمهوری چک است که در ناحیه اوهرسکه هرادیشتی واقع شده‌است. هلوک ۴٬۴۴۲ نفر جمعیت دارد.